# Rosulabryum wightii
Rosulabryum wightii là một loài Rêu trong họ Bryaceae. Loài này được (Mitt.) J.R. Spence miêu tả khoa học đầu tiên năm 1996.